# Lisewo Kościelne
Lisewo Kościelne – wieś w Polsce położona w województwie kujawsko-pomorskim, w powiecie inowrocławskim, w gminie Złotniki Kujawskie.
W latach 1954–1971 wieś należała i była siedzibą władz gromady Lisewo Kościelne, po jej zniesieniu w gromadzie Złotniki Kujawskie. W latach 1975–1998 miejscowość administracyjnie należała do województwa bydgoskiego.

## Zabytki
Według rejestru zabytków NID na listę zabytków wpisane są:
- kościół pw. św. Marii Magdaleny, 1905–1907, nr rej.: A/786/1-3 z 3.02.1992
- cmentarz przykościelny, nr rej.: j.w.
- kaplica grobowa Trzebińskich, obecnie kostnica, 2 poł. XIX w., nr rej.: j.w.
- zespół dworski, pocz. XIX w., nr rej.: A/339/1-2 z 27.10.1992:
  - dwór, XIX/XX w.
  - park.

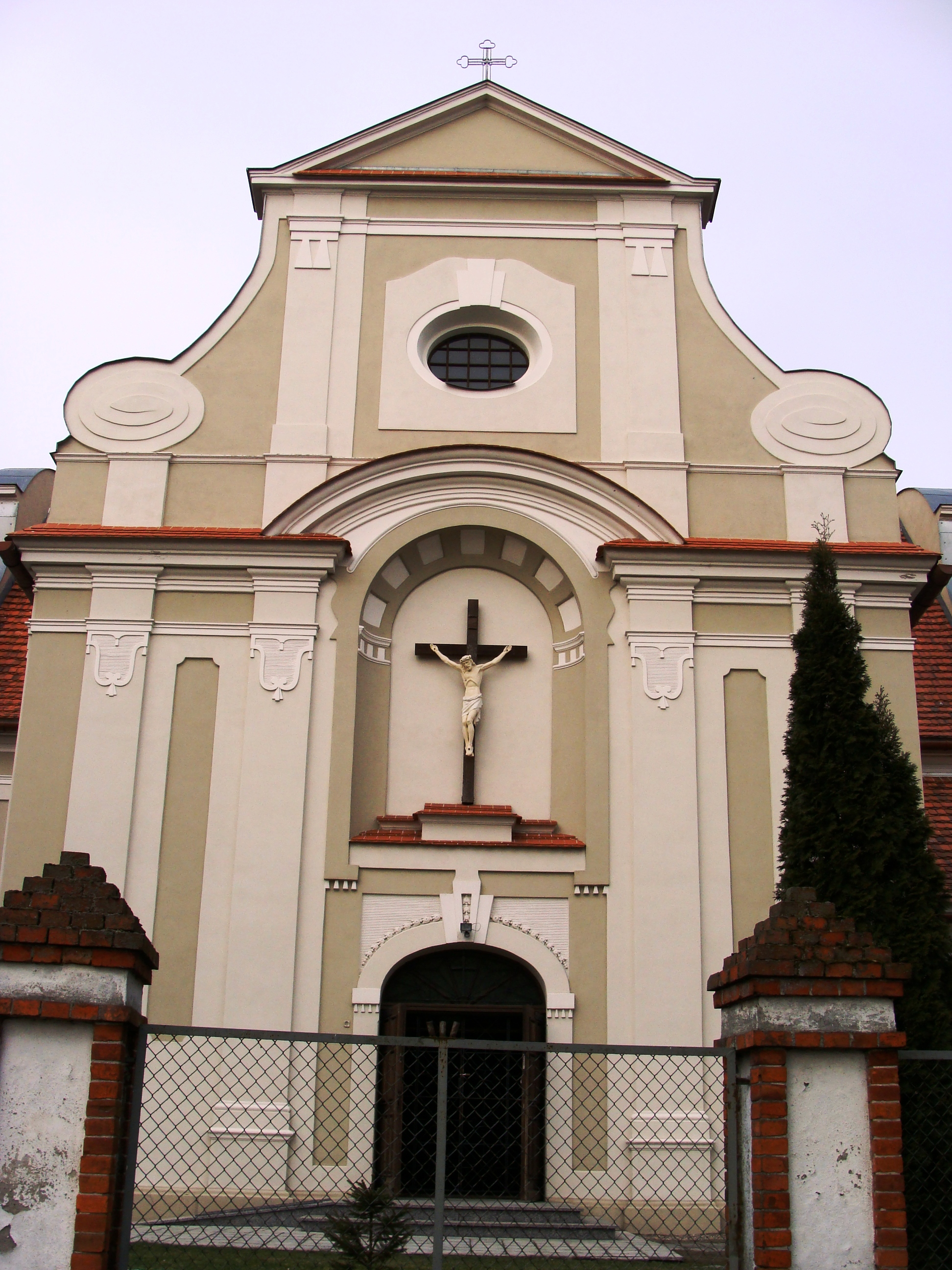
Kościół
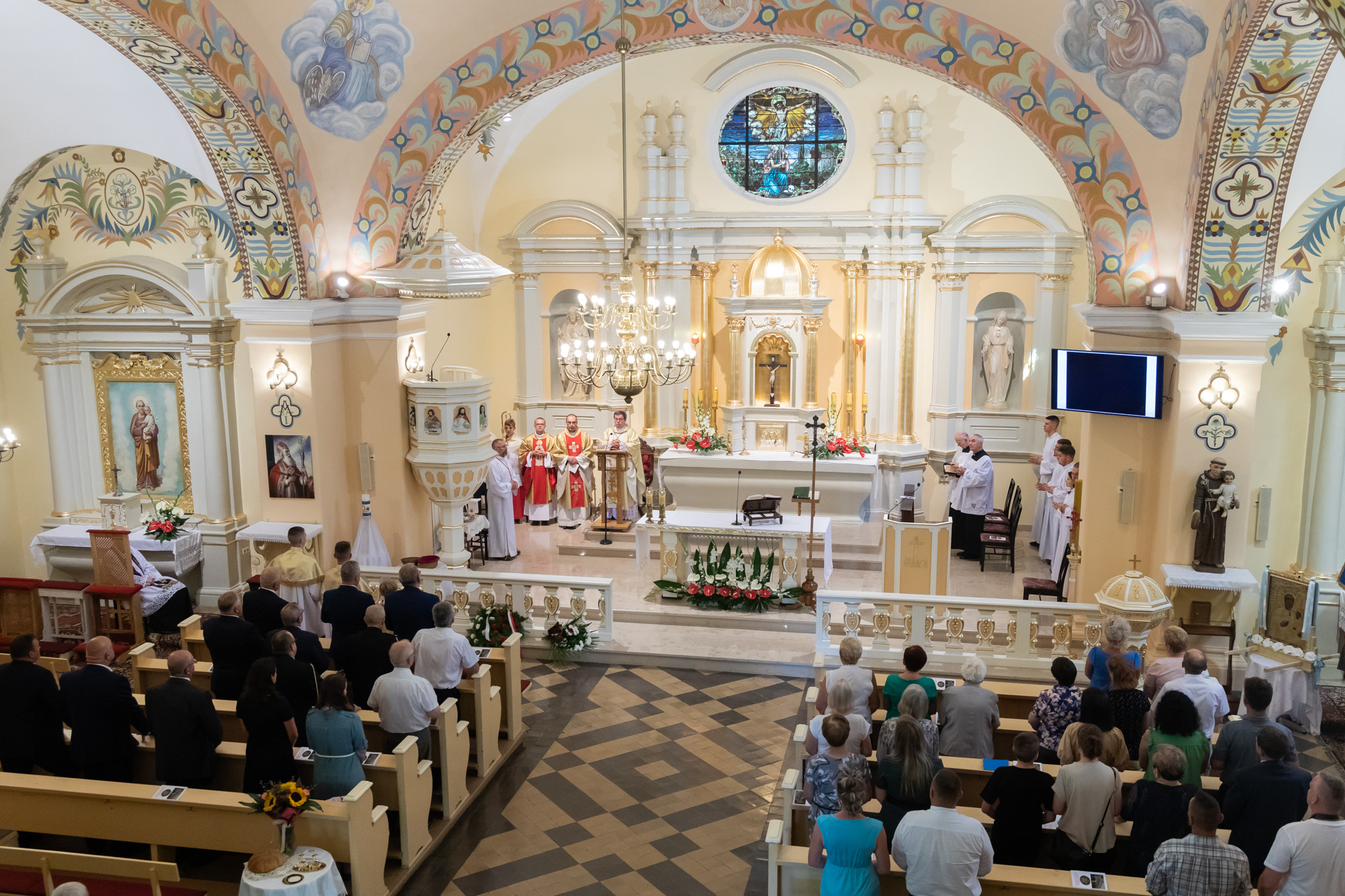
Wnętrze kościoła
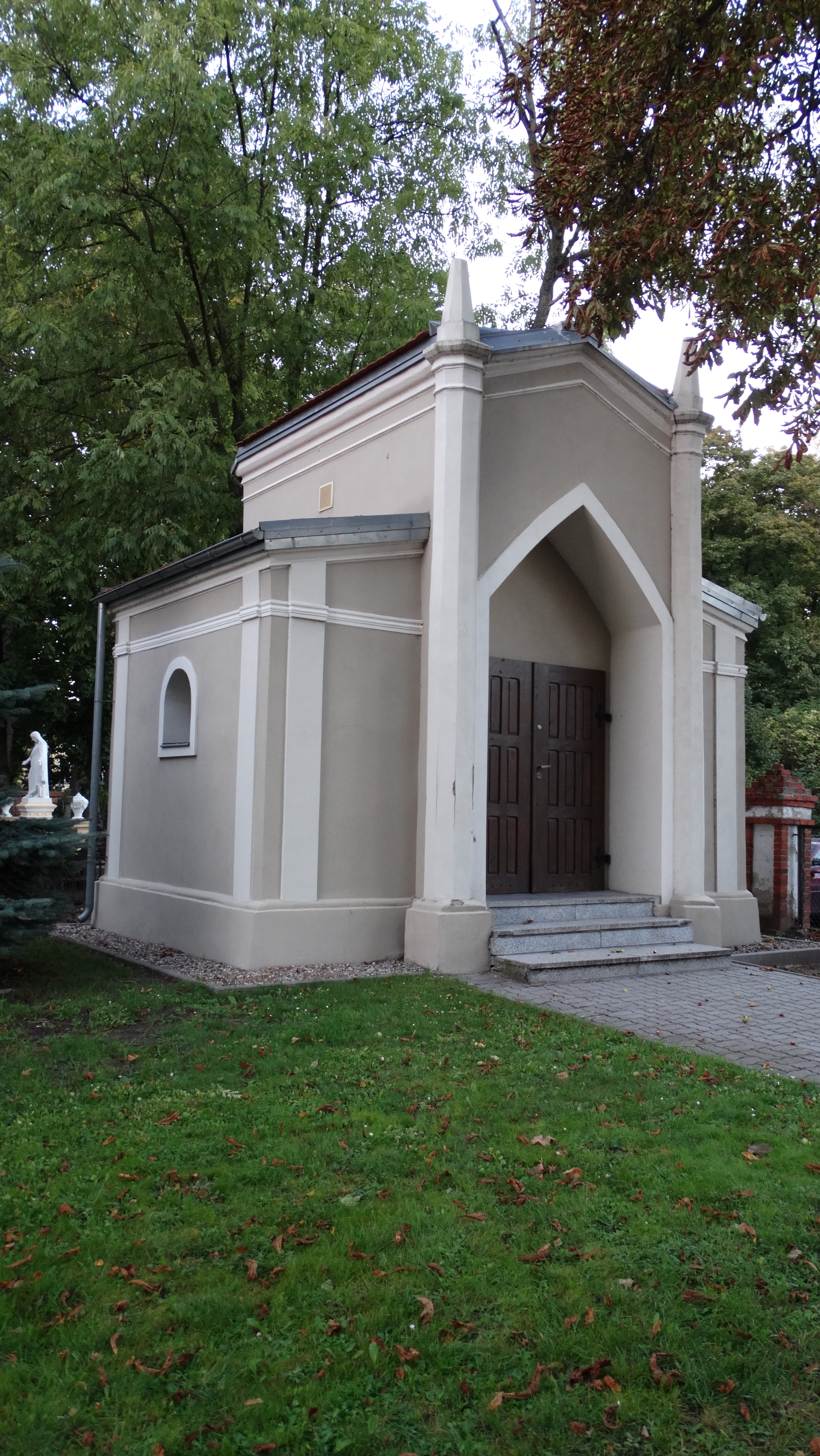
Kaplica grobowa Trzebińskich
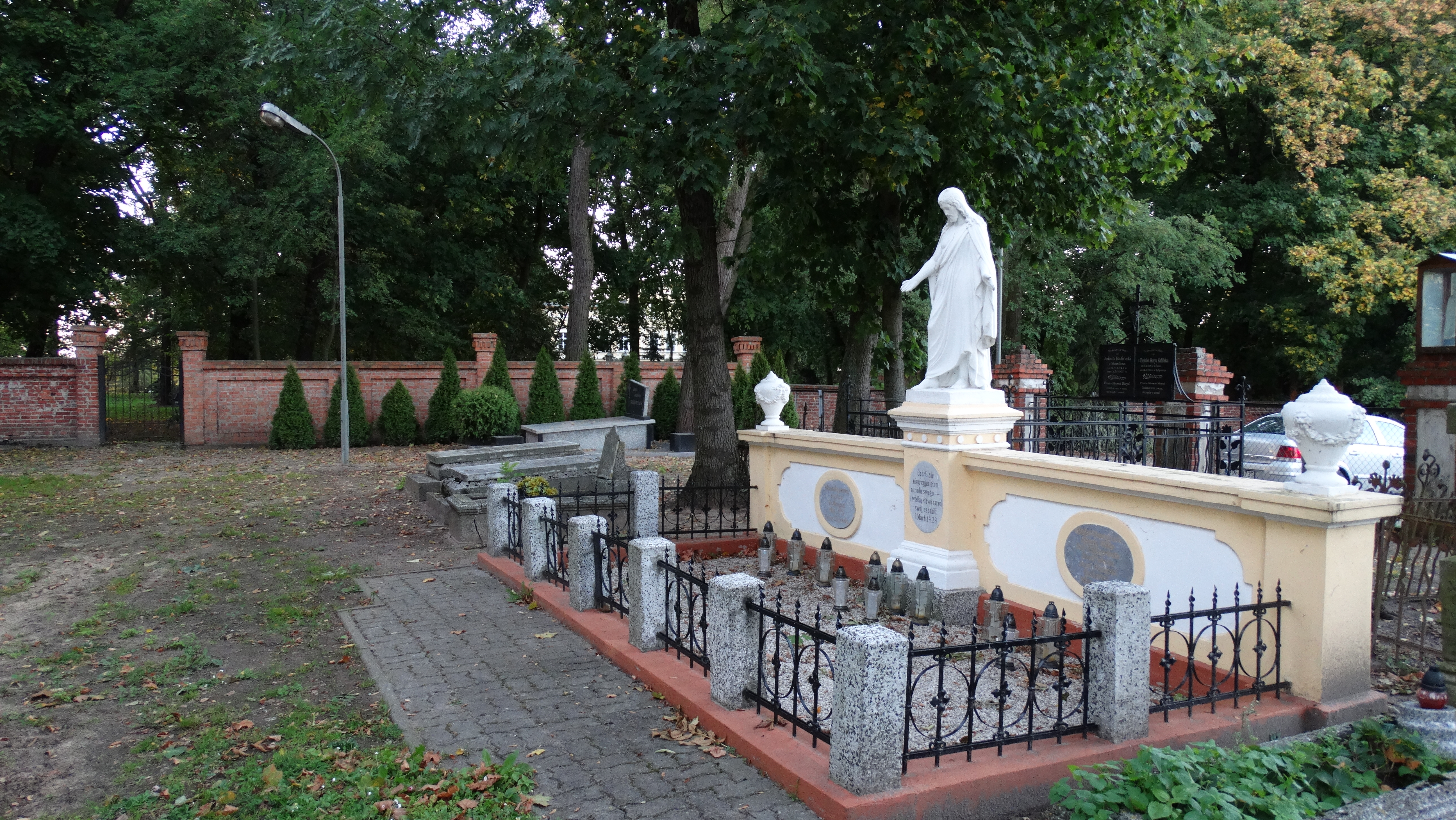
Cmentarz przykościelny
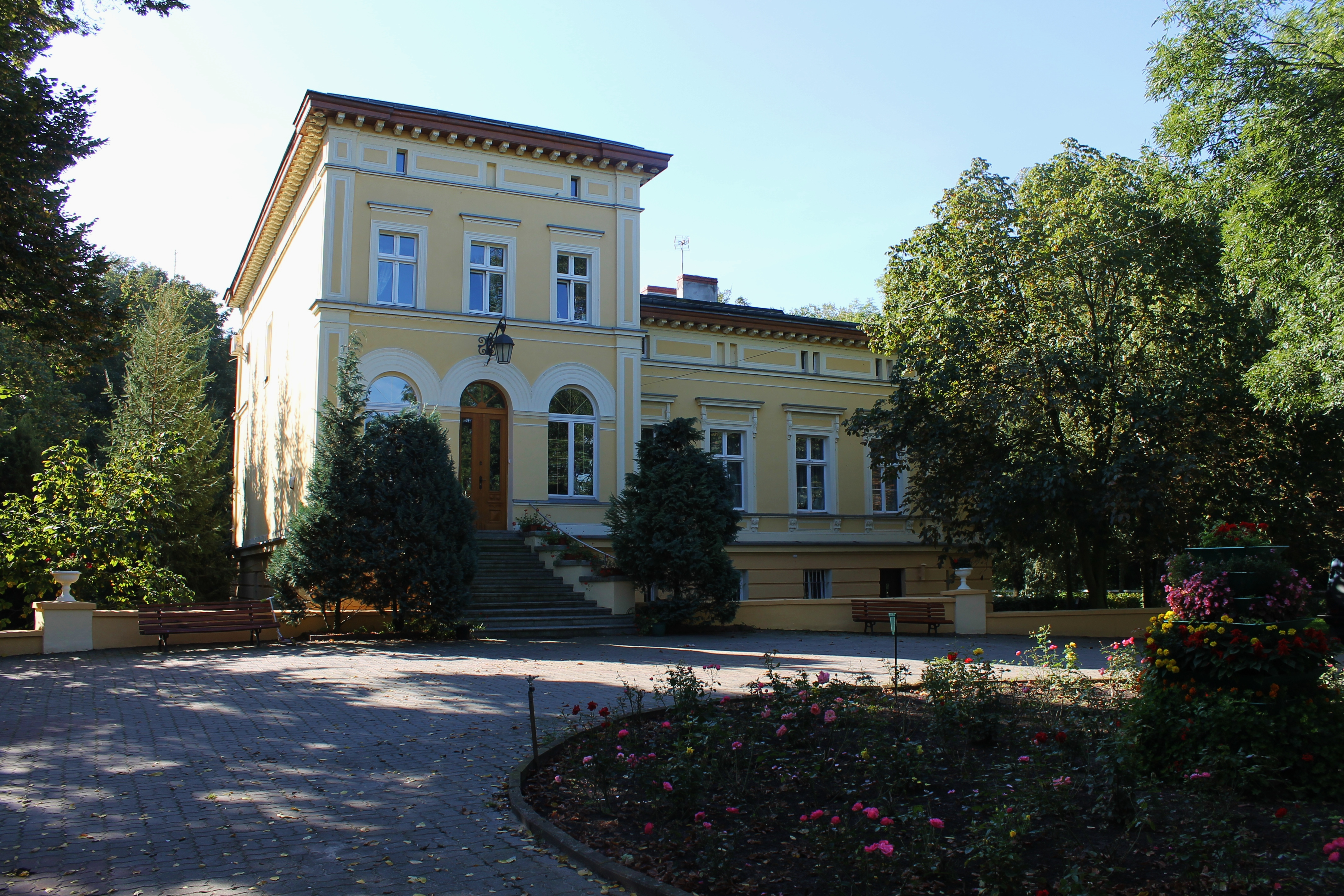
Dwór